# Iñaki Isasi
Iñaki Isasi Flores (Aiara, 20 aprile 1977) è un dirigente sportivo ed ex ciclista su strada spagnolo di origine basca.
Professionista dal 2001 al 2011, dal 2019 è direttore sportivo del team Euskadi/Euskaltel.

## Carriera
Figlio dell'ex ciclista Jesús Isasi, debutta come professionista nel 2001 con l'Euskaltel-Euskadi, società in cui milita fino al 2011, anno del ritiro dall'attività. Nelle undici stagioni da professionista non consegue successi; partecipa comunque a cinque edizioni del Tour de France, ottenendo come miglior prestazione il terzo posto nella quinta tappa dell'edizione 2006 a Caen.
Dopo il ritiro dall'agonismo, dal 2012 al 2013 è direttore sportivo proprio dell'Euskaltel-Euskadi, nelle ultime due stagioni di attività del team. Dal 2019 affianca invece Jorge Azanza come direttore sportivo del nuovo team della Fundación Euskadi, noto inizialmente come Euskadi e dal 2020 anch'esso come Euskaltel-Euskadi.

## Piazzamenti

### Grandi Giri
- Giro d'Italia

2011: 63º
- Tour de France

2005: 122º
2006: 71º
2007: 90º
2008: 104º
2010: 115º
- Vuelta a España

2003: 91º
2004: 89º
2006: ritirato
2007: 74º
2009: 71º
2011: 71º